# Vorarlberger Alpkäse
Vorarlberger Alpkäse (literalmente, «queso alpino de Vorarlberg») es un queso austriaco con denominación de origen protegida a nivel europeo. Se trata de un queso hecho con leche entera de vaca procedente de Vorarlberg, zona alpina en Vorsäss y en la región de Maisäss. Se fabrica en factorías de los Alpes, entre los 1.000 y los 1.800 m s. n. m., con leche de la zona que le da un sabor particular al queso como consecuencia de la vegetación que pastan las vacas.
Este queso lleva un periodo de añejamiento de tres a seis meses. La corteza es granulosa y su color es marrón. El queso es duro. La cuajada va de firme a elástica, y es de color marfil, con ojos redondos del tamaño de guisantes. El gusto es aromático, haciéndose más picante conforme va curando. Se elabora en forma de grandes ruedas.
Es un queso tradicional, cuyo rastro puede remontarse a la época de la Guerra de los Treinta Años, cuando se menciona el Süss-bzw. Fettsennen, proceso que sigue siendo la base de la elaboración del Vorarlberger alpkäse.
- Datos: Q11705164